# Alexander Dobrindt
Alexander Dobrindt (? –) német politikus, 2025-től Németország belügyminisztere.

## Életpályája
1986-tól a Fiatal Unió tagja. 1990-ben csatlakozott a CSU-hoz.
1989-ben kezdte meg a tanulmányait a Müncheni Egyetemen, amelyeket 1996-ban fejezett be. 
2002-ben a német Bundestag tagja lett.
Hivatali ideje alatt közlekedési miniszterként volt a emissziós botrány.
2006 óta házas, egy fia van.

## Fordítás
- Ez a szócikk részben vagy egészben  az   Alexander Dobrindt című német Wikipédia-szócikk fordításán alapul.  Az eredeti cikk szerkesztőit annak laptörténete sorolja fel. Ez a jelzés csupán a megfogalmazás eredetét és a szerzői jogokat jelzi, nem szolgál a cikkben szereplő információk forrásmegjelöléseként.